# Lagynochthonius oromii
Espèce
Lagynochthonius oromii est une espèce de pseudoscorpions de la famille des Chthoniidae.

## Distribution
Cette espèce est endémique de la Grande Canarie aux îles Canaries en Espagne,.

## Description
Lagynochthonius oromii mesure de 0,82 à 1,07 mm.

## Étymologie
Cette espèce est nommée en l'honneur de Pedro Oromí.

## Publication originale
- Mahnert, 2011 : A nature's treasury: pseudoscorpion diversity of the Canary Islands, with the description of nine new species (Pseudoscorpiones, Chthoniidae, Cheiridiidae) and new records. Revista Iberica de Aracnologia, vol. 19, no 1, p. 27-45 (texte intégral).